# Liste der Monuments historiques in Sermoyer
Die Liste der Monuments historiques in Sermoyer führt die Monuments historiques in der französischen Gemeinde Sermoyer auf.

## Liste der Bauwerke
| Bezeichnung               | Beschreibung    | Standort           | Kennzeichnung | Schutzstatus | Datum | Bild           |
| ------------------------- | --------------- | ------------------ | ------------- | ------------ | ----- | -------------- |
| Prähistorische Fundstelle | Mittelsteinzeit | Les Charmes (Lage) | PA00116579    | Classé       | 1978  | weitere Bilder |

## Liste der Objekte
- Monuments historiques (Objekte) in Sermoyer in der Base Palissy des französischen Kultusministeriums